# Molí de Can Burgada
El Molí de Can Burgada és una obra del municipi de Tordera (Maresme) inclosa en l'Inventari del Patrimoni Arquitectònic de Catalunya.
Queda molt amagat, perquè està cobert de vegetació, però s'alça visiblement. Des de Tordera, s'arriba per la pista de Vallmanya, just després de creuar per última vegada la riera de Vallmanya abans d'arribar a Sant Miquel de Vallmanya. En aquest punt hi ha una pista que surt a mà esquerra. El molí queda en aquell punt. Es veu millor baixant aquesta pista, que duu a la part inferior, a nivell de riera